# Орчата де чуфес

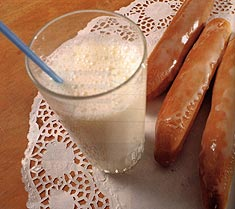
Напій «уршата да шуфас» або «орчата де чуфес»

Урша́та да шу́фас або орча́та де чу́фес (кат. orxata de xufes, вимова літературною каталанською [uɾ'ɕatə də 'ɕufəs], у Валенсії вимовляється [oɾ'tɕata de 'tɕufɛs], ісп. horchata de chufa) — валенсійський напій з рослини чуфи (лат. Cyperus Esculentus), ячменю, рису, кунжуту, мигдалю.
Чуфа вирощується на території, яка належить 16 муніципалітетам, що розташовані на північ від м. Валенсія (так звана «л'Орта де Валенсія»). Щороку виробляється від 40 до 50 млн літрів напою.
Існує народна легенда про походження каталаномовної назви напою: коли короля Якова І Арагонського, завойовника Валенсії, пригостили невідомим йому напоєм, він запитав — «що це» (кат. Qué es això?). Молода дівчина, яка його пригостила, сказала, що «це молоко рослини чуфа» (кат. Es llet de xufa). Випивши цього напою, Яків І сказав: «Це не молоко, а золото, гарна дівчино» (кат. Això no es llet, això és or, xata): «золото, гарна дівчино» каталанською звучить саме як «орчата».